# Maxcileide de Deus Ramos
Maxcileide de Deus Ramos (Serra, 27 de maio de 1998) é uma jogadora brasileira de basquete em cadeira de rodas.

## Biografia
Maxcileide nasceu com paralisia flácida e teve seu primeiro contato com o esporte em um centro de reabilitação.
Em 2018, ela ficou em terceiro lugar no Brasileiro de Basquete em Cadeira de Rodas, pelo IREFES/ES. Em seguida aos jogos, a direção da Confederação Brasileira de Basquete em Cadeira de Rodas (CBBC) comandou a cerimônia de encerramento em que foram distribuídas as premiações e Maxcileide foi uma das jogadoras destacadas na competição e integrou a seleção do campeonato.
Ela ganhou o bronze na categoria nos Jogos Parapan-Americanos 2019, que aconteceu em Lima (Peru) e já foi bronze na Copa América duas vezes, uma em 2017 e outra em 2022.
Em 2023, Maxcileide foi convocada para participar dos Jogos Parapan-Americanos de 2023 e para o Mundial de basquete em cadeira de rodas. Ela também faz parte da seleção que tenta uma vaga nos Jogos Paralímpicos de Paris 2024.

## Títulos
Copa América
- Bronze: 2017[1]
- Bronze: 2022[1][6]

Campeonato Sul-Americano
- Ouro: 2017 (Peru)[1]

Jogos Parapan-Americanos
- Bronze: 2019 (Lima)[1]